# Combate de Calama
El combate de Calama, también conocido como combate de Topáter, fue el primer enfrentamiento armado de la Guerra del Pacífico. Tuvo lugar el 23 de marzo de 1879 en las inmediaciones de Calama, localidad ubicada en el entonces territorio boliviano del Desierto de Atacama, hoy parte de Chile.
Tras la ocupación chilena del puerto de Antofagasta el 14 de febrero de 1879, el mando chileno decide ocupar el despoblado boliviano de Atacama para asegurar el control de los principales puntos de abastecimiento, entre ellos, Calama. Esta localidad, que hasta entonces tenía una función secundaria en la región, adquirió relevancia estratégica como paso obligado entre la costa y el altiplano boliviano.
Ante el avance chileno, un grupo de civiles bolivianos armados, compuesto por hacendados, peones y funcionarios locales, organizó una resistencia liderada por el prefecto Ladislao Cabrera y el comandante Eduardo Abaroa. Las fuerzas chilenas, comandadas por el coronel Eleuterio Ramírez, superaban en número y equipamiento a los defensores. El enfrentamiento culminó con la ocupación de Calama por parte de Chile, marcando el inicio formal de las hostilidades terrestres del conflicto.

## Antecedentes
El prefecto del Departamento de Litoral, Severino Zapata, se retiró de Antofagasta junto con todas las autoridades y personal a Calama, en donde los hacendados y peones ya estaban armándose, pues sabían que los chilenos atravesarían el desierto para romper la resistencia boliviana.
El forense Ladislao Cabrera, tomó el mando de las fuerzas civiles que se prepararon a defender Calama (130 hombres). Los refuerzos esperados nunca llegaron, pero los combatientes y defensores no dejaron el pueblo y esperaron al ejército chileno que ya marchaba rumbo a Calama, con un total superior a 500 soldados chilenos, a cargo del teniente coronel Eleuterio Ramírez Molina. En la madrugada del 23 de marzo de 1879 las tropas chilenas llegaron a Calama en donde, al pasar de las horas, libraron el primer choque bélico de la Guerra del Pacífico, el combate de Calama, en el cual destacó el hacendado Eduardo Abaroa, uno de los principales dueños de tierras del oasis de Calama, con el grado temporal de coronel de las tropas civiles, quien murió tras el diálogo que sostuviera con el teniente coronel Ramírez.
Las tropas chilenas salen del poblado de Caracoles al mando del coronel Emilio Sotomayor Baeza. Eran 544 soldados distribuidos de la siguiente manera: 3 compañías del Regimiento 2.º de Línea al mando del Comandante Eleuterio Ramírez (300 soldados), una compañía del 4.º de Línea al mando de su Comandante Juan José San Martín Penrose (100 hombres), 2 piezas de artillería de montaña al mando del Teniente Eulogio Villarreal, un escuadrón de Cazadores a Caballo al mando del sargento mayor Rafael Vargas (120 jinetes) y un grupo de civiles reclutados en Caracoles que conformaban Los Pontoneros a cargo del teniente coronel Arístides Martínez.
Las tropas bolivianas, organizadas en tres sectores, constituidas por 130 hombres, todos ellos civiles más dos militares retirados, reunieron cuanta arma blanca y de fuego estuvo a su alcance.

## Orden de batalla
Chile
División de Operaciones del Norte CRL Emilio Sotomayor Baeza
- Batallón de Infantería 2° de Línea TCL Eleuterio Ramírez Molina (340 h.)
  - 1° Compañía CAP L. Sánchez
  - 2° Compañía CAP N. Ramírez
- Compañía de Infantería Batallón 4° de Línea CAP Juan José San Martín (106 h.)
- Escuadrón de Cazadores a Caballo MAY Rafael Vargas (115 h.)
- Sección de Artillería de Montaña 2° Compañía/ 2° Brigada TTe Eulogio Villarreal  (30 h., 2 piezas)
- Sección de Pontoneros TCL Arístidez Martínez Cuadros (30 h.)

 Bolivia
Comandancia de la Defensa Cívica de Calama Subprefecto José Santos
- Cuerpo de Policía y Prefectura del Departamento de Litoral: CRL Severino Zapata (Prefecto depuesto del Departamento), Ayudante CRL Juan Salinas (número desconocido de hombres)
- Columna Ballivián (Ejército de Bolivia): CRL Gaspar Jurado (133 h.)
  - Cuerpo Caracoles CRL Fidel Lara
  - Cuerpo Rifleros MAY Juan Patiño
  - Cuerpo de Lanceros: CRL Emilio Delgadillo
- Compañía Cívica de Calama: Doctor Ladislao Cabrera y Regidor Eduardo Abaroa (número no documentado de hombres).

## Desarrollo
El combate se desenvolvió en 3 sectores:

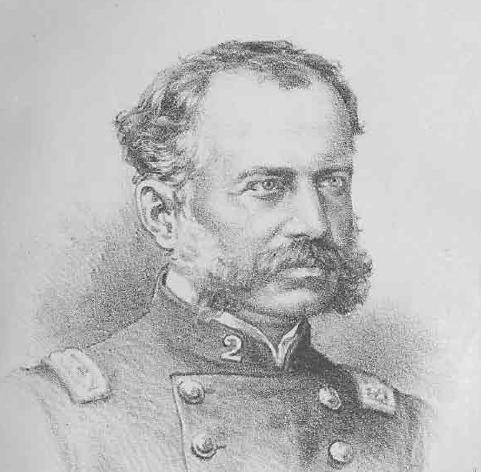
Eleuterio Ramírez Molina. Comandante del regimiento 2º de Línea

- Vado de Topáter: Constituía el ala derecha del ataque chileno. La 1.ª y 2.ª compañías del 2.º de Línea, bajo las órdenes del teniente coronel Bartolomé Vivar más 25 Cazadores a Caballo, cruzaron por un lugar llamado Viento, y cayeron sobre este punto desalojando a sus defensores.[5] En el cerro Topáter se instaló uno de los cañones Krupp al mando del teniente Eulogio Villarreal que sólo alcanzó a realizar 3 disparos. Aquí muere el héroe boliviano Eduardo Abaroa Hidalgo. Hoy un monolito recuerda y da homenaje a los 7 chilenos y 20 bolivianos caídos en la batalla. Las fuerzas bolivianas presentes en este sector estaban a cargo del coronel Fidel Lara con 40 hombres.

- Vado de Yalquincha: Se designó a la compañía del 4.º de Línea, guiada por el coronel Juan José San Martín, la que desplegada en guerrillas atacó este punto. Además, a 25 Cazadores al mando del alférez Juan de Dios Quezada, quienes fueron los primeros en intentar cruzar el Loa, no lográndolo por recibir las descargas de la fusilería boliviana apostada en la Casa de Máquinas de Amalgamación. Con la entrada en acción de la fuerza de San Martín, se eliminó la porfiada resistencia. Además las fuerzas chilenas contaban con una pieza de artillería.[5]

- Vado de Huaita o Carvajal: Constituía el ala izquierda del ataque chileno. Los primeros en entrar en combate fueron los 65 Cazadores a Caballo del mayor Rafael Vargas quienes fueron sorprendidos por las descargas casi a quemarropa de los bolivianos - al mando del teniente coronel Emilio Delgadillo - ocultos en la chilcas del otro lado del río. Fue en este lugar donde murieron los 7 soldados chilenos de esta batalla. Se designó a Pablo Urízar que con un cañón Krupp apoyara el ataque en este sector. Sin embargo esta batería sólo realizó un disparo. Detrás de la caballería atacó la compañía restante del 2.º de Línea, comandada por el comandante Eleuterio Ramírez. Estas tropas fueron las primeras en entrar a Calama, luego de neutralizar la resistencia en el lugar.[5]

La valentía mostrada por Abaroa le valió los honores que le rindieron las tropas chilenas a su sepultura en el Cementerio de Calama, y los honores de ambos estados al momento de trasladar los restos de Abaroa desde Calama hasta La Paz en 1952. Al mediodía, la plaza de Calama ya había sido tomada por los chilenos y Ramírez se volvió su primera autoridad chilena.

### Bajas
El saldo del combate fue de 7 soldados chilenos y 20 milicianos bolivianos muertos.
- Chilenos caídos en el enfrentamiento:
  1. Cabo 1° Belisario Rivadeneira Riquelme
  2. Cabo 2° José Exequiel Sepúlveda
  3. Soldado José de la Cruz Vargas
  4. Soldado Carlos Fernández
  5. Soldado Feliciano Martínez
  6. Soldado José Onofre Quiroga
  7. Soldado Rafael Ramírez
- Bolivianos caídos en el enfrentamiento:
  1. Eduardo Abaroa
  2. Soldado N. Carpio
  3. Otros 18 milicianos

## Consecuencias
La ocupación de un punto de aprovisionamiento como Calama movilizó al ejército boliviano que creó la V División del Ejército de Bolivia, a cargo del General Narciso Campero Leyes, para recuperar el Litoral mientras el grueso de las tropas chilenas estaba más al norte. Dentro de la V División se encontraba el Escuadrón Movilizado Francotiradores Vanguardia, una unidad de caballería formada por jinetes tupiceños, cotagaiteños y tarijeños, a cargo del coronel Rufino Carrasco nacido en Talina (Tupiza) ocuparon Chiuchiu el 25 de noviembre de 1879; pero tras un tiroteo entre bolivianos y chilenos en el camino de Chiuchiu a Calama, ambas tropas se replegaron, lo cual canceló el plan inicial de las fuerzas de Carrasco de recuperar Calama, las tropas rivales finalmente se encuentran en el combate de Tambillo, en el que la guarnición de 24 soldados chilenos fue derrotada por 70 bolivianos.
Tras este combate, las tropas bolivianas ocupan San Pedro de Atacama y se alistan para el asalto reivindicatorio a Calama. La seguidilla de conspiraciones en el alto mando boliviano y el miedo del presidente Hilarión Daza Groselle a que Campero le quitara aceptación popular y sus aliados, provocó que el presidente ordenara abortar la misión de la V División y su repliegue hasta Oruro a la espera de recibir nuevas órdenes.